# رقابنة (حديبو)

تعديل مصدري - تعديل

رقابنة هي إحدى قرى مديرية حديبو التابعة لمحافظة سقطرى، بلغ تعداد سكانها 34 نسمة حسب تعداد اليمن لعام 2004.